# Cathédrale Saint-Pierre de Lancastre
Cette  cathédrale n’est pas la seule cathédrale Saint-Pierre.
La cathédrale Saint-Pierre de Lancastre est une cathédrale catholique romaine à Lancastre, Lancashire, en Angleterre.

## Résumé historique
En 1856, une souscription permet la mise en chantier de la construction d'une église. Un an plus tard, les plans sont établis sous la direction du révérend Richard Brown. Le 29 avril 1857, la première pierre de l'église est posée par Alexander Goss, l'évêque de Liverpool, et le 4 octobre 1859, l'église est consacrée et dédiée à saint Pierre, prince des apôtres
Élevé au statut de cathédrale pour le diocèse catholique romain de Lancaster en 1924, ce bel édifice néogothique est conçu par Edward Graham Paley de Lancaster. En 1909, pour le jubilé d'or, un baptistère est ajouté sur le côté de la cathédrale qui ajoute un beau triptyque au-dessus de l'autel. La cathédrale est entièrement restaurée, décorée et organisée en 1995, et le nouvel autel consacré à l'anniversaire de la première consécration.

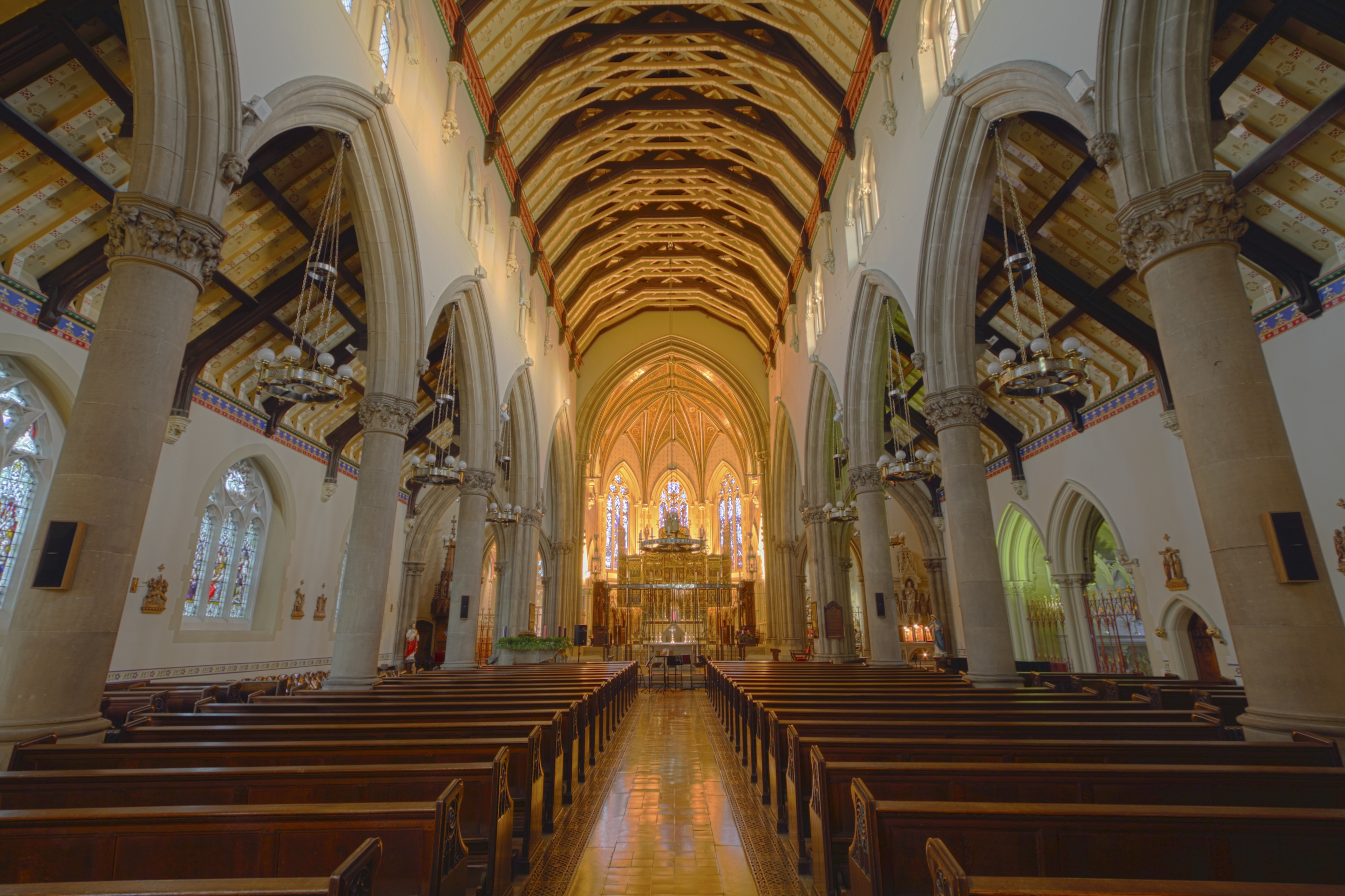
L'intérieur de la cathédrale.

## Source
- (en) Cet article est partiellement ou en totalité issu de l’article de Wikipédia en anglais intitulé « Lancaster Cathedral » (voir la liste des auteurs).